# Mots mêlés
Pour les articles homonymes, voir Mot (homonymie).
 (janvier 2013).
Si vous disposez d'ouvrages ou d'articles de référence ou si vous connaissez des sites web de qualité traitant du thème abordé ici, merci de compléter l'article en donnant les références utiles à sa vérifiabilité et en les liant à la section « Notes et références ».
Les origines du phénomène des mots mêlés sont orales. Les entrecroisements des langues, des patois et des sons ont contribué à modifier au fil du temps les mots mais aussi des expressions.
Les mots mêlés sont aussi à la base (avec plus ou moins de réussite) de nombreux échanges ou codes secrets permettant de masquer une information au lecteur non avisé.
À notre époque contemporaine le principe écrit des mots mêlés revêt un caractère ludique et de passe-temps.
Les mots mêlés, nommés également « mots cachés » ou encore « mots mélangés » ou « mots secrets », connaissent aujourd'hui un succès certain tant auprès des simples lecteurs amateurs que des cruciverbistes confirmés. 
Les mots mêlés sont également largement utilisés comme outil pédagogique et base d'exercices dans l'enseignement scolaire pour l'apprentissage des mots et la lecture.
Le jeu de mots mêlés est proposé sous de nombreuses formes, dans la presse écrite sous forme de grille à rayer mais aussi sous forme de jeu dit jeu de lettres soit traditionnel, électronique ou en ligne via internet.

## Principe
Le principe du jeu de mots mêlés est de repérer, dans une grille remplie de lettres, des mots connus du dictionnaire, lus dans les deux sens, horizontalement, verticalement et en diagonale. Contrairement aux mots croisés, l'absence de cases noires offre aux joueurs de nombreuses complexités et intersections.

## Voir aussi

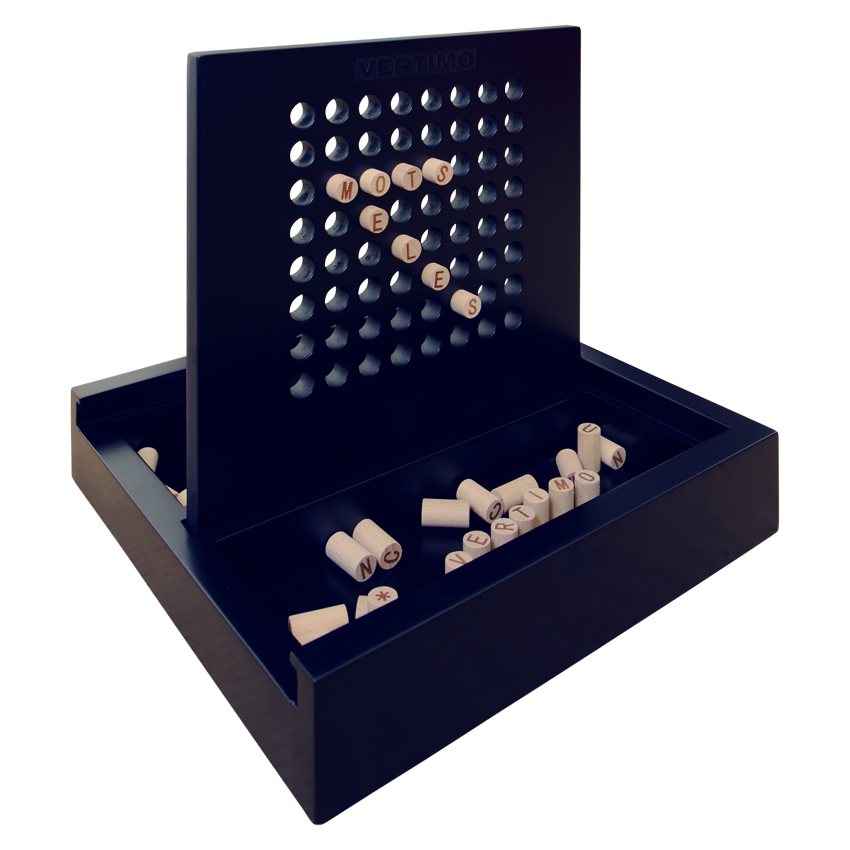
Exemple de jeu de mots mêlés Vertimo.

### Exemples de jeux de Mots mêlés
- Vertimo
- Goliath